# Castelo de Abercorn
O Castelo de Abercorn foi um castelo do século XII perto de Abercorn, em West Lothian, na Escócia.
O castelo estava na posse de William de Avenel em meados do século XII, antes de passar para a família Graham por casamento e depois foi passado para a família Douglas, também por casamento. No dia 18 de abril de 1455, o castelo foi capturado e destruído pelo rei Jaime II da Escócia, após um cerco.